# Clã Farquharson
O Clã Farquharson é um clã escocês da região das Terras Altas, Escócia.
O atual chefe é o Capitão Alwyne Arthur Compton Farquharson de Invercauld.